# Notes on a Scandal (film)
Notes on a Scandal is een Britse film uit 2006 geregisseerd door Richard Eyre. De film is gebaseerd op de gelijknamige roman van Zoë Heller uit 2003. Notes on a Scandal was genomineerd voor vier Oscars, drie Golden Globes en drie BAFTA's. Het won tien andere filmprijzen.

## Verhaal
Kunstlerares Sheba Hart (Cate Blanchett) komt les geven op een Londense middelbare school. Daar krijgt ze een geheime affaire met de vijftienjarige Steven Connolly (Andrew Simpson), een van haar leerlingen. Hart raakt bevriend met de cynische, dominante geschiedenislerares Barbara Covett (Judi Dench). Ze bewondert haar overwicht op de leerlingen. Covett is op haar beurt gecharmeerd van de schijnbare klasse en onderwijsethiek van Hart.
Wanneer Hart afwezig is bij een uitvoering waar ze zou verschijnen, gaat Covett haar zoeken. Daarop betrapt ze haar met Connolly. Ze overweegt de schoolleiding hiervan op de hoogte te stellen, maar verandert van gedachten. Ze confronteert Hart met haar ontdekking en vertelt haar als vriendin, niets aan haar man te vertellen, mits ze stopt met de affaire. Intussen is ze zich uitermate bewust van haar machtspositie de vriendschap nu precies zo te sturen als het haar uitkomt. Echter, de jongen Steven stalkt Sheba en Sheba voelt nog steeds veel voor de jongen. Barbara, ook Bar genoemd, probeert Sheba te claimen, echter is zij verliefd op Sheba.

## Rolverdeling
- Judi Dench - Barbara Covett
- Cate Blanchett - Sheba Hart
- Tom Georgeson - Ted Mawson
- Michael Maloney - Sandy Pabblem
- Joanna Scanlan - Sue Hodge
- Shaun Parkes - Bill Rumer
- Emma Kennedy - Linda
- Syreeta Kumar - Gita
- Andrew Simpson - Steven Connolly
- Philip Davis - Brian Bangs
- Bill Nighy - Richard Hart
- Juno Temple - Polly Hart

## Prijzen
- Filmfestival van Berlijn
  - Gewonnen: Teddy Audience Award
- Dallas-Fort Worth Film Critics Association Awards
  - Beste vrouwelijke bijrol (Blanchett)
- Evening Standard British Film Awards
  - Beste actrice (Dench)
- Florida Film Critics Circle Awards
  - Beste vrouwelijke bijrol (Blanchett)
- Oklahoma Film Critics Circle Awards
  - Beste vrouwelijke bijrol (Blanchett)
- Phoenix Film Critics Society Awards
  - Beste vrouwelijke bijrol (Blanchett)
- Sant Jordi Awards
  - Beste buitenlandse actrice (Blanchett)
- Toronto Film Critics Association Awards
  - Beste vrouwelijke bijrol (Blanchett)
- Vancouver Film Critics Circle
  - Beste actrice in een bijrol (Blanchett)